# Том Еткинс
Том Еткинс (енгл. Tom Atkins; Питсбург, 13. новембар 1935) је амерички филмски и ТВ глумац.
Популарност су му донеле улоге у хорорима и трилер филмовима. Радио је са редитељима и сценаристима Вилијамом Питером Блатијем, Џоном Карпентером, Ричардом Донером, Џорџом А. Ромером, Фредом Декером, Стивеном Кингом, Шејном Блеком. Најпознатије Аткинсове улоге су у филмовима Магла, Девета конфигурација, Бекство из Њујорка, Калеидоскоп страхота, Ноћ вештица 3: Сезона вештице, Шоу наказа, Смртоносно оружје, Ноћ наказа, Полицајац манијак, Два зла ока, Боб Робертс, Смртоносна раздаљина, Мој крвави Дан заљубљених, Луда вожња и многим другим.